# 宾嫩
宾嫩是德国下萨克森州的一个市镇。总面积24.79平方公里，总人口988人，其中男性504人，女性484人（2011年12月31日），人口密度40人/平方公里。